# Arraial do Pavulagem
Arraial do Pavulagem (inicialmente chamado Pavulagem do Teu Coração) é um grupo de música regional brasileiro criado em 1987, e um instituto cultural não-governamental fundado em 2003, na cidade brasileira de Belém (estado do Pará) com os músicos Ronaldo Silva, Júnior Soares e, Rui Baldez. O grupo realiza anualmente no mês de junho (período junino) o evento cultural "Arrastão do Pavulagem". É um patrimônio cultural do Pará e manifestação cultura do Brasil.
Em 2017, este foi consagrado Patrimônio Cultural de Belém, devido os 30 anos de trabalho de difusão da cultura da região norte brasileira. Em 2020, foi consagrado Patrimônio Cultural do Pará; projetos de lei do então deputado Nilton Neves. Em 2024, foi também consagrado como manifestação da cultura brasileira, sancionada pelo presidente Luiz Inácio Lula da Silva.

## Etimologia
Tem este nome derivado do termo "arraial", que representa local onde se realizam as celebrações durante as festividades dos santos, e do termo  "pavulagem": neologismo originário de pavão, que significa bonito e pomposo - na linguagem popular representa "o que gosta de aparecer". Em 1987, foi nomeado oficialmente Arraial do Pavulagem.

## Origem
Em 1987, iniciaram uma brincadeira musical na Praça da República, na cidade paraense de Belém, com finalidade de divulgar a banda Arraial do Pavulagem e valorizar a música de raízes amazônidas. os músicos da formação inicial da banda (com Arythanan Figueiredo, Ronaldo Silva, Aritanã, Nazaco Gomes, Dimmi Paixão, Gilberto Ichihara, Juraci Siqueira) levavam aos domingos a alegoria o "Boizinho na Tala" e o bloco "Batalhão da Estrela", em um palco improvisado em frente ao Teatro Waldemar Henrique, situado na Praça da República, onde tocavam e cantavam em show gratuito e livre aos transeuntes do local, nascendo assim, o bloco junino "Arrastão do Pavulagem".
Com aumento da popularidade da brincadeira, o músico Ronaldo Silva, integrante da banda, aprofundou o trabalho fazendo pesquisando nos municípios do interior do Estado do Pará elementos da cultura de raiz para divulgar à grande população da capital Belém (PA), como: sons, ritmos, confecção de instrumentos próprios, como, por exemplo, o carimbó.
Cantadores e compositores, entre outros, tinham uma ideia, a de formar plateia e assim criar um espaço para divulgarem seus trabalhos. A princípio, o boi era chamado “Pavulagem do Teu Coração”, somente a partir de 1987, passou a ser chamado de "Arraial do Pavulagem". A mudança para arraial ocorreu para se ter uma visão mais ampla de contexto cultural, podendo assim trazer um universo de elementos populares ao arraial, não se limitando somente à cultura do boi-bumbá, após 17 anos de vivência o grupo musical resolve fortalecer as ações públicas criando para isso o Instituto Arraial do Pavulagem em 2003.
Outros artistas foram importantes para o processo inicial de formação, como: Nazareno Silva, Cincinato Junior, Enrico de Micheli, Lucio Mousinho, Arythanan Figueiredo, Nazaco Gomes, Macambira e, Reginaldo.

## Instituto
O Instituto Arraial do Pavulagem é uma organização não-governamental, que dedica-se à pesquisa e produção e à valorização da cultura popular de raiz feita na Amazônia, utilizando as linguagens, os ritmos, elementos simbólicos dos folguedos, as danças e a religiosidade como referência para a difusão das tradições culturais, unindo a um processo criativo, que busca harmonizar o tradicional e o moderno, fortalecendo a identidade cultural paraense.
O Arraial realiza inúmeras atividades socioculturais direcionadas à comunidade tais como:

### Cordão do Peixe-Boi
O cordão do peixe-boi, é um cordão de bichos, um cortejo popular do tipo ambiental, educativo e artístico que antecede o carnaval, percorrendo anualmente as ruas do centro comercial e do bairro Cidade Velha.
Os cordões de bichos são formas de carnavalização populares e a festa se realiza na rua com formatos coloridos, manifestações cênicas e musicais espontâneos.
O símbolo do cordão, é um boneco no formato do peixe-boi com armação em arame e roupagem que une arte e reciclagem. Tratando a responsabilidade ambiental em um cenário lúdico com símbolos da natureza feitos com materiais reaproveitados, como garrafas PET e papelão.
O cortejo reúne participantes das oficinas musicais oferecidas pelo instituto: ritmo e percussão, canto popular e, confecção de objetos simbólicos. Ele é é formado por: estandarte, marujas, mascarados lembrando seres encantados da natureza, o Peixe-Boi (boneco confeccionado pelo grupo "In Bust Teatro"), peixinho, efeito de água, animais aquáticos, canoa de miriti com flores e frutas, rede de pesca e bandeiras coloridas.
Durante o cortejo, o peixe-boi é levantado pelos brincantes que fazem à festa partindo da escadinha do Cais do Porto (na Praça Pedro Teixeira), onde estão concentrados em média um público de quatro mil pessoas, seguindo pelas ruas do Comércio, até a dispersão na Praça do Carmo.
O Cordão do Peixe-Boi é a primeira das atividades do calendário anual do Instituto Arraial do Pavulagem que inclui ainda dois outros cortejos populares nos meses de junho e outubro.

### Arrastão do Pavulagem (Arrastão do Boi Azul)
O arrastão do boi pavulagem ocorre no segundo domingo de junho, iniciando com um cortejo fluvial da Praça Princesa Isabel, no bairro do Condor (Belém), onde um barco transporta o Boi Pavulagem e convidados (Boi Malhadinho e Boi Orube) juntamente com o mastro de São João rumo à escadinha do cais do porto, onde inicia o cortejo terrestre com o bloco "batalhão da estrela" que segue até a Praça da República onde o mastro é fincando, permanecendo lá até o final da quadra junina, quando ocorre a derrubada do mesmo.
O carimbó, o siriá e as toadas de boi dão o ritmo ao arrastão do mês, resgatando a cultura amazônida e festejando a quadra junina. Atualmente essa festa de tradição popular chega a reunir em um único domingo mais de quinze mil pessoas, entre apreciadores e brincantes que compõem o Batalhão da Estrela (dançarinos, orquestra de percussão e, artistas circenses), que percorrem a avenida Presidente Vargas desde a Praça Pedro Teixeira. A apoteose do arrastão acontece com a cerimônia dos mastros de São João e show da banda Arraial do Pavulagem, em um palco na praça.
Santos da época, cavalinhos e os tradicionais “cabeções”, além de adereços relativos à festa junina e às bandeiras fazem parte do arrastão.

### Arrastão do Círio (Arrastão da Cobra Grande)
O arrastão do círio acontece no mês de outubro, às vésperas do Círio de Nazaré, percorrendo o centro histórico de Belém em homenagem à padroeira dos paraenses (Maria de Nazaré, mãe de Jesus), tendo como brinquedo uma imensa cobra de miriti com trinta metros de comprimento, simbolizando os tradicionais brinquedos do círio oriundos do município de Abaetetuba.
Quando a imagem da Santa chegar à escadinha do cais do porto, após a romaria fluvial, os brincantes e os músicos Batalhão da Estrela e convidados cantaram o hino “Vós Sois o lírio mimoso”, iniciando o trajeto até a Praça do Carmo.
O cortejo inicia na praça dos estivadores rumo a praça do carmo, onde finaliza com um show cultural da banda Arraial do Pavulagem, que executa um repertório com boi, carimbó, mazurca, xote bragantino, retumbão e as músicas dos cortejos populares. O Largo do Carmo foi escolhido para ser o local de término do Arrastão do Círio, porque tem uma relação muito forte com a festa religiosa. É lá que, tradicionalmente, os romeiros e artesões de Abaetetuba sempre expõem e comercializam seus brinquedos de miriti numa grande feira de produtos.

### Roda de boi
É o encontro para a diversão e mobilização das pessoas interessadas em conhecer dos trabalhos do Arraial do Pavulagem e para divulgar o ritmo da região através do boi-bumbá, carimbó, lundu, retumbão, xote e outros.

## Projeto Oralidades
Desde 2012, o projeto Oralidades é realizado pelo Instituto Arraial do Pavulagem, normalmente na época que antecede os Arrastões do Pavulagem (quadra junina), promovendo conexões culturais para fomentar a produção artística na Amazônia. O objetivo é compartilhar saberes, beber na fonte da cultura popular e tomar ciência das manifestações culturais do estado do Pará, especialmente o Boi-bumbá.

O 'Oralidades' promove um diálogo entre pessoas ligadas à cultura popular e pessoas da academia, juntando duas linguagens bem específicas e que podem se complementar. É um momento relevante para a construção dos nossos cortejos nas ruas, pois promove uma reflexão sobre a origem do brinquedo, a importância que ele tem pro imaginário popular do passado, do presente e, claro, do futuro.— Ronaldo Silva
Em 2023, o projeto Oralidades teve como tema "Búfalo-Bumbá - Folguedo Popular do Marajó", e contou com debate em uma roda de conversa com: Mestre Damasceno, Ronaldo Silva, Junior Soares e, Walter Figueiredo. Também houve a exibição do documentário O Boi-Bumbá de Salvaterra e suas Comunidades Quilombolas, dirigido pelo cineasta brasileiro Guto Nunes. Por fim, houve a tradicional Roda de Boi com o Arraial do Pavulagem e participação especial de Mestre Damasceno.

## Cordão do Galo

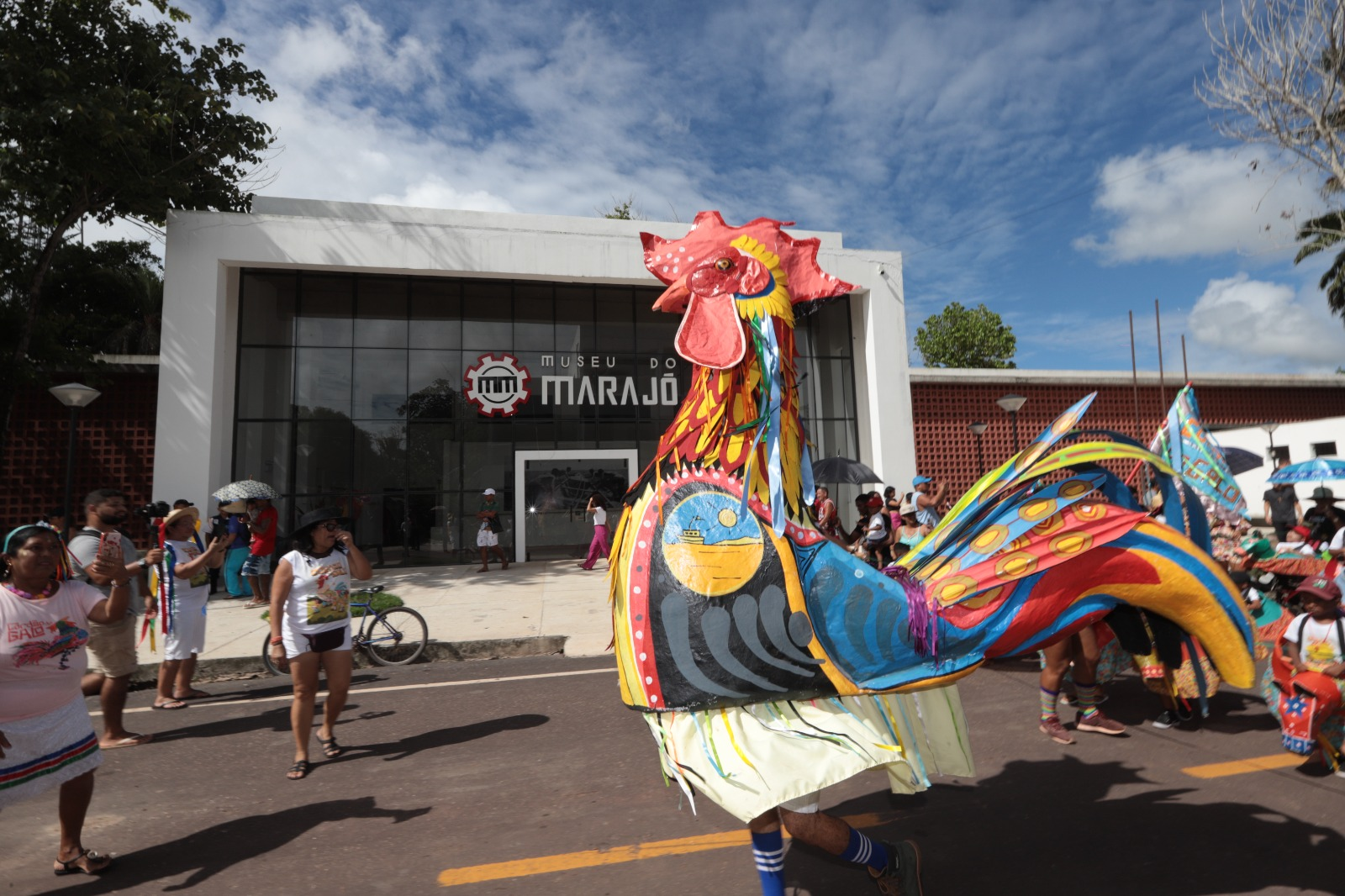
Cordão do Galo. Cachoeira do Arari, Marajó, 2024. Foto de Guto Nunes.

O Instituto Arraial do Pavulagem também coordena, junto com a Festividade do Glorioso São Sebastião, o Cordão do Galo, que é uma manifestação cultural destinada às crianças e aos adolescentes, que acontece desde janeiro de 2008 em Cachoeira do Arari, na Ilha do Marajó, no Pará. Seu símbolo é o galo, em homenagem ao padre Giovanni Gallo, que fundou o Museu do Marajó.
O Cordão do Galo é uma das ações de salvaguarda das festividades do Glorioso São Sebastião no Marajó, por isso a prioridade com as crianças e adolescentes. Para serem os devotos do futuro com consciência cultural, patrimonial, ambiental e cidadã. Isso tudo é viabilizado por oficinas, palestras e ensaios, utilizando a metodologia testada pelo Instituto Arraial do Pavulagem nos seus diversos cortejos juninos e no Círio há mais de 30 anos.

## Títulos/Homenagem
Em 2006, o pavulagem foi enredo no carnaval do Rio de Janeiro da escola de samba Lins Imperial, um passeio pela rica e colorida história do folclore, com costumes, cantigas, e crenças da região. Em 2007, a Lei 7.025 reconheceu o arrastão como utilidade pública para o Estado do Pará.
Em 2017, foi consagrado Patrimônio Cultural da cidade de Belém por unanimidade na Câmara Municipal da cidade, em valorização aos 30 anos de trabalho de difusão da cultura brasileira praticada na região norte. Em 2020, foi consagrado Patrimônio Cultural à nível estadual, na Assembleia Legislativa do Pará (Alepa). Ambos projetos de lei de autoria do então deputado Nilton Neves. No dia 4 de setembro de 2024, o Arraial do Pavulagem foi reconhecido como uma das manifestações da cultura brasileira, em cerimônia no Palácio do Planalto, na cidade brasileira de Brasília, por meio da Lei nº 4284/2019, sancionada pelo presidente Luiz Inácio Lula da Silva, com participação da ministra da Cultura na solenidade, Margareth Menezes.